# Calciatori della nazionale ciadiana
Questa è l'elenco dei calciatori con almeno una presenza nella Nazionale di calcio del Ciad. In grassetto sono indicati i calciatori ancora in attività.
| Nome                  | Presenze | Reti | Esordio | Ultima partita |
| --------------------- | -------- | ---- | ------- | -------------- |
| Oumar Abakar          | 10       | 1    | 1999    | 2006           |
| Sitamadji Allarassem  | 18       | 0    | 2006    | 2010           |
| Misdongarde Betolngar | 13       | 3    | 2006    | 2012           |
| Nadjim Haroun         | 8        | 1    | 2012    | 2016           |
| Armel Koulara         | 19       | 0    | 2005    | 2012           |
| Azrack Mahamat        | 21       | 0    | 2008    | 2019           |
| Japhet N'Doram        | 36       | 13   | 1989    | 1997           |
| Ezechiel N'Douassel   | 43       | 13   | 2005    | 2019           |
| Casimir Ninga         | 25       | 5    | 2011    | 2019           |
| Haroun Tchaouna       | 1        | 0    | 2019    | 2019           |
| Marius Mouandilmadji  | 4        | 0    | 2019    | 2019           |
| Karl Max Barthélémy   | 29       | 3    | 2007    | 2019           |
| Sanaa Altama          | 2        | 0    | 2015    | 2016           |
| Sylvain Idangar       | 1        | 0    | 2014    | 2014           |